# Julius von Ficker

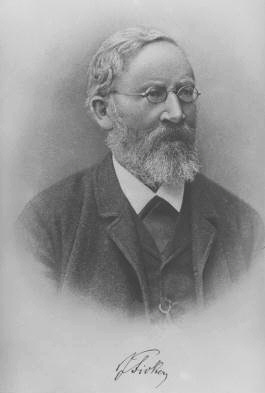
Julius von Ficker

Johann Kaspar Julius Ficker, ab 1885 Ficker Ritter von Feldhaus (* 30. April 1826 in Paderborn; † 10. Juli 1902 in Innsbruck), war ein deutsch-österreichischer Historiker. Er gehörte zu den bedeutendsten Diplomatikern des 19. Jahrhunderts. Sein zuerst 1860 erschienenes Werk Vom Reichsfürstenstande wurde zum Klassiker mediävistischer Verfassungsgeschichte.

## Leben
Ficker studierte zunächst an der Universität Bonn Rechtswissenschaften, ehe er sich dem Studium der Geschichte widmete. Zunächst war er kurzzeitig Mitglied des Corps Saxo-Rhenania, schied dort aber im Zusammenhang mit einer Spaltung der Korporation aus. Im Wintersemester 1845/46 trat er der Bonner Burschenschaft Frankonia bei. 1849 wurde er zum Dr. phil. promoviert mit einer Abhandlung über ein verfassungsrechtliches Thema aus der Stauferzeit, den Plan Kaiser Heinrichs VI., das deutsche Wahlreich in ein Erbreich zu verwandeln. Ostern 1851 habilitierte er sich als Privatdozent in Bonn. 1852 wurde er als ordentlicher Professor für die allgemeine Geschichte an die Universität Innsbruck berufen, wo er 1863 in die juridische Fakultät eintrat und deutsche Reichs- und Rechtsgeschichte lehrte. 1859/60 war er Rektor der Universität Innsbruck. 1879 trat Ficker in den Ruhestand. In Igls hatte er den alten Ansitz Hohenburg erworben und verbrachte dort als passionierter Wanderer seine Sommermonate.

## Familie
Fickers ältester Sohn Ludwig wurde ein bekannter Schriftsteller und Verleger, der zweite Sohn Heinrich Meteorologe und Geophysiker, der dritte Sohn Rudolf Musikwissenschaftler. Seine Tochter Cenzi von Ficker machte sich als Bergsteigerin einen Namen, als sie ihren Bruder Heinrich 1903 auf eine Expedition in den Kaukasus begleitete. Der Historiker Heinz Dopsch war ein Urenkel.

## Leistungen
Ficker leitete die „Regesta Imperii“ und war Lehrer mehrerer bedeutender Historiker – wie Emil von Ottenthal, Engelbert Mühlbacher, Oswald Redlich und Alfons Huber. Bekannt wurde er auch durch eine weithin beachtete Kontroverse mit Heinrich von Sybel über die Kaiserpolitik des Mittelalters (Sybel-Ficker-Streit). Ficker wies die Ausführungen Sybels, dass diese Politik die Entstehung eines deutschen Nationalstaats verhindert habe und daher als verhängnisvoll bewertet werden müsse, mit der Argumentation zurück, dass man das Mittelalter nicht aus der Sicht der Gegenwart richten dürfe und der Nationalstaat keineswegs das einzig wünschenswerte Ziel der Geschichte sei. Diese Kontroverse war nicht zuletzt der Niederschlag der politischen Entwicklungen in der zweiten Hälfte des 19. Jahrhunderts. Auf lange Sicht hat sich Fickers Einschätzung durchgesetzt.
Seine umfassenden Arbeiten vor allem zu rechtsgeschichtlichen und diplomatischen Themen beruhen auf einer breiten und souveränen Kenntnis der Quellen. Sie wurden mehrfach nachgedruckt und gelten teilweise heute noch als Standardwerke, auch wenn man manche Einschätzung nicht mehr teilt. Ficker war Mitglied mehrerer Akademien der Wissenschaften, darunter seit 1866 der Wiener Akademie der Wissenschaften. Auswärtiges Mitglied der Bayerischen Akademie der Wissenschaften war er bereits 1859 geworden, 1893 folgte die Preußische Akademie der Wissenschaften, 1897 die Accademia dei Lincei.

## Ehrungen

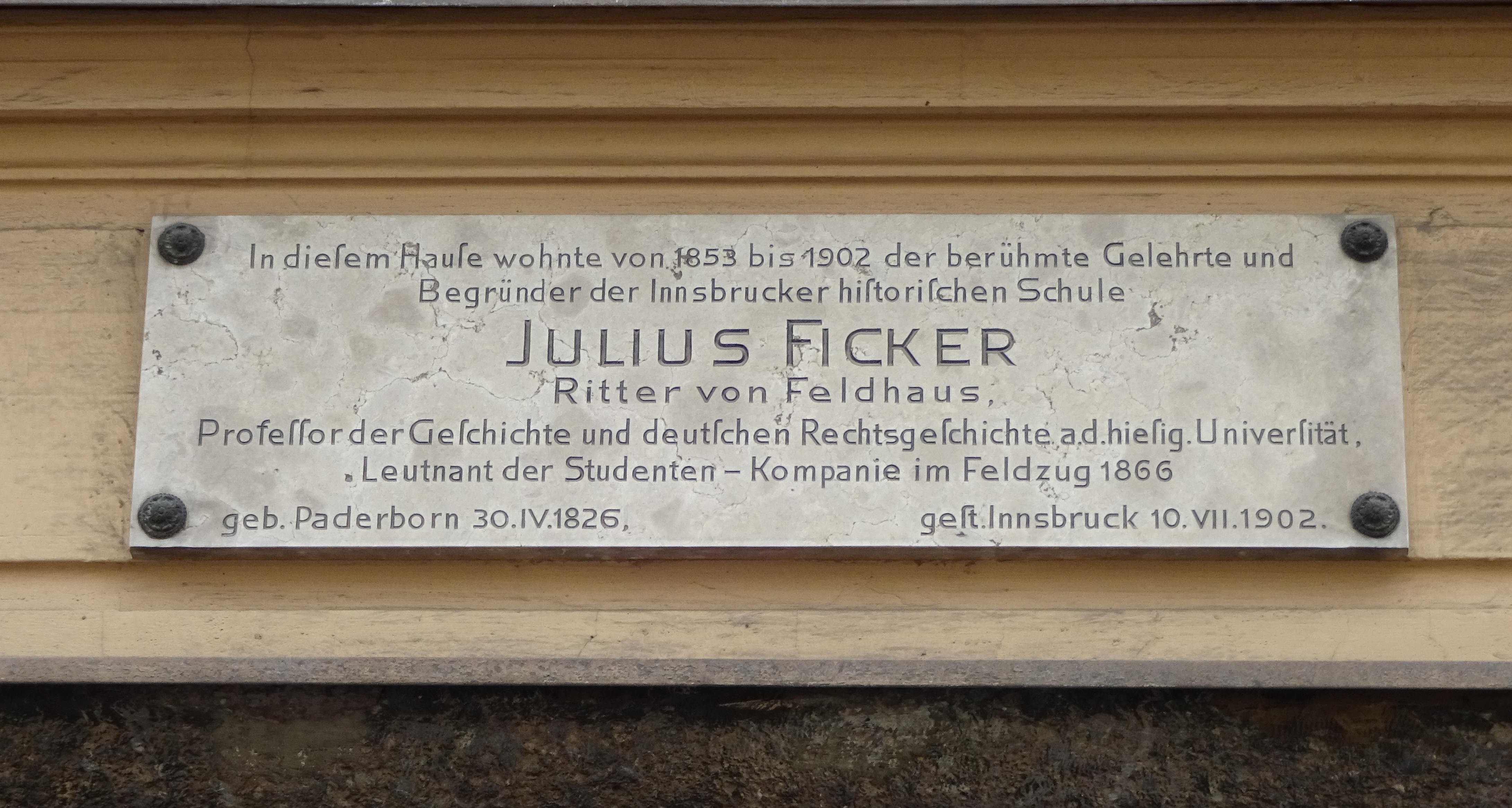
Gedenktafel am Wohnhaus

Im Jahr 1885 wurde er mit dem Prädikat „Ritter von Feldhaus“ in den erblichen Adelsstand erhoben. 1954 wurde im 21. Wiener Gemeindebezirk Floridsdorf die Julius-Ficker-Straße nach ihm benannt. An seinem langjährigen Wohnhaus Leopoldstraße 22 in Innsbruck-Wilten befindet sich eine Gedenktafel.

## Schriften (Auswahl)
- Ausgewählte Abhandlungen zur Geschichte und Rechtsgeschichte des Mittelalters, hrsg. von Carlrichard Brühl, 3 Bände, Aalen 1981.
- Beiträge zur Urkundenlehre, 2 Bände, Innsbruck 1877/78 (Neudruck 1966).
- Vom Heerschilde, Innsbruck 1862 (Neudruck 1964).
- Das Deutsche Kaiserreich in seinen universalen und nationalen Beziehungen. 2. Auflage. Innsbruck 1862.
- Vom Reichsfürstenstande, 2 Bände in 4 Teilen, ab Band 2 Teil 1 hrsg. u. eingeleitet v. Paul Puntschart, Innsbruck 1861–1923 (Neudruck 1984).
- Forschungen zur Reichs- und Rechtsgeschichte Italiens, 4 Bände, Innsbruck 1868–74 (Neudruck 1961).
  - Band 1, Innsbruck 1868 (books.google.com).
  - Band 2, Innsbruck 1869 (books.google.com).
  - Band 3, Innsbruck 1872 (archive.org =http://books.google.com/books?id=lmoDAAAAQAAJ).
  - Band 4, Innsbruck 1874 (archive.org =http://books.google.com/books?id=EEM0AAAAIAAJ).
- Zur Geschichte des Lombardenbundes. In: Sitzungsberichte der Philosophisch-Historischen Klasse der Kaiserlichen Akademie der Wissenschaften in Wien. Band 60, Wien 1869, S. 297–350 (online).